# Adarrus niphanticus
Adarrus niphanticus är en insektsart som beskrevs av Logvinenko 1966. Adarrus niphanticus ingår i släktet Adarrus och familjen dvärgstritar. Inga underarter finns listade i Catalogue of Life.